# Stanisław Błaszczyna

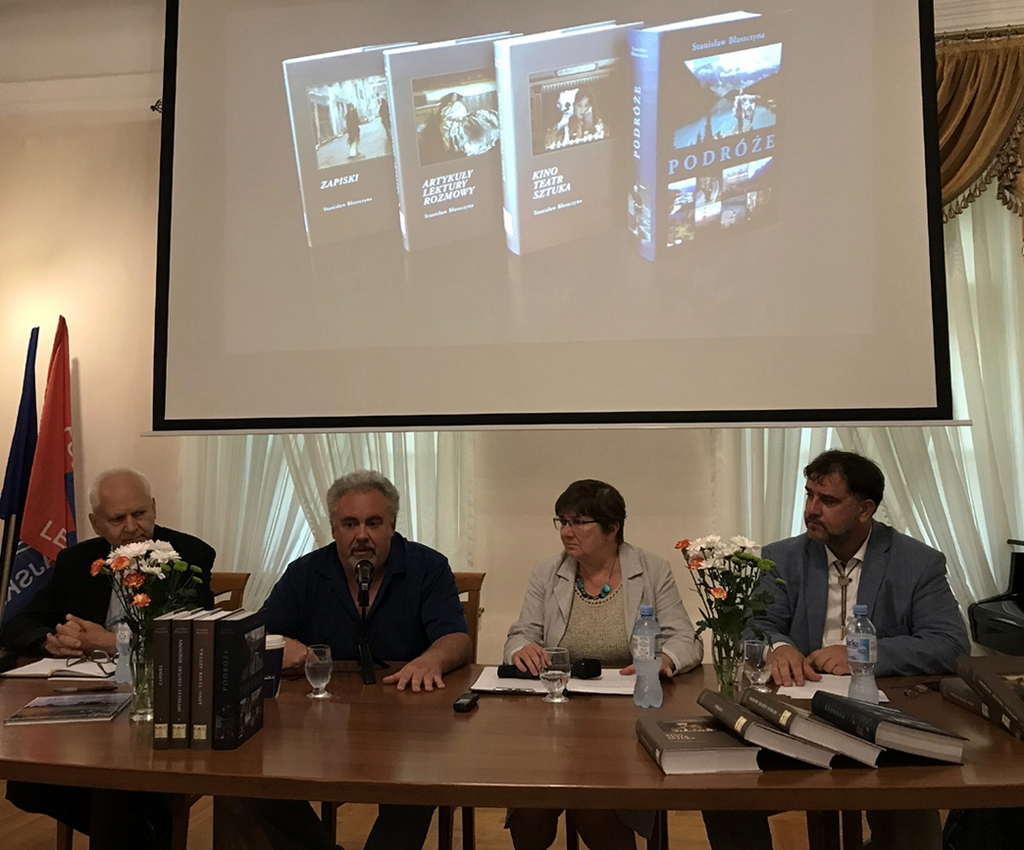
Spotkanie autorskie w Muzeum Ziemi Leżajskiej, 2 czerwca 2018. Od lewej: Waldemar Kuczyński, Stanisław Błaszczyna, Anna Stankiewicz Ordyczyńska i Bogdan Kwiatek

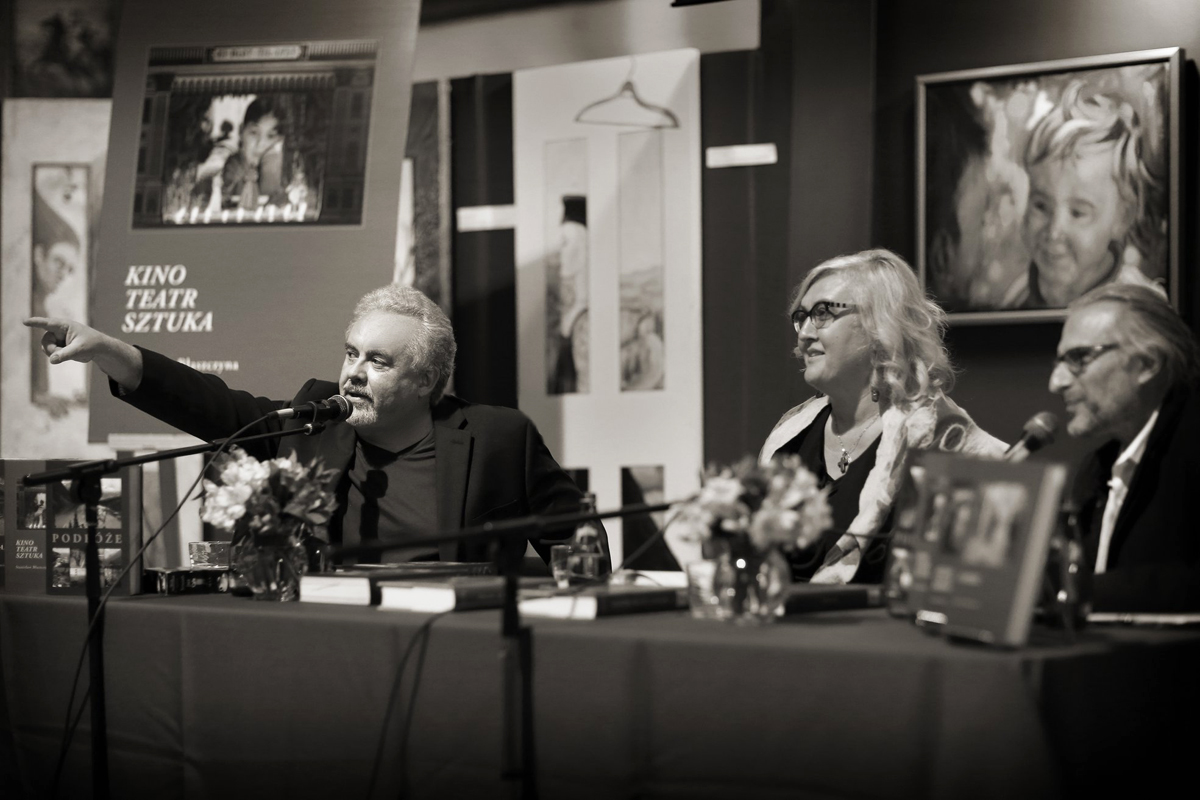
Spotkanie autorskie w Muzeum Polskim w Ameryce, Chicago, 29 września 2018. Od lewej: Stanisław Błaszczyna, Małgorzata Kot i Zbigniew Banaś

Stanisław Józef Błaszczyna (ur. 1 maja 1960 w Leżajsku) – polski pisarz, publicysta, dziennikarz, krytyk filmowy, fotograf, podróżnik. Od 1990 mieszka w Stanach Zjednoczonych.

## Życiorys i działalność publicystyczna
Urodził się w rodzinie inteligenckiej. W latach 1967–1975 uczęszczał do Szkoły Podstawowej nr 1 im. Mikołaja Kopernika w Leżajsku, a następnie, w latach 1975-1979 do Liceum Ogólnokształcącego im. Bolesława Chrobrego w Leżajsku, ucząc się w klasie o profilu matematyczno-fizycznym. Po ukończeniu szkoły średniej przeniósł się do Krakowa, gdzie w latach 1979-1985 studiował na Akademii Górniczo-Hutniczej im. Stanisława Staszica. Przez całą drugą połowę lat 80. pracował jako nauczyciel.
Podczas studiów w Krakowie zainteresował się kinem, publikując swoje teksty o kinie i sztuce w kulturalnym magazynie studenckim „Powiększenie”. Nawiązał również współpracę z miesięcznikiem Polskiej Federacji Dyskusyjnych Klubów Filmowych „Film na Świecie”, publikując tam eseje o kinie gatunkowym. W 1989 zadebiutował na łamach miesięcznika „KINO” monografią dotyczącą symboli w filmach Ingmara Bergmana.
W 1990 wyjechał do Stanów Zjednoczonych, mieszkając z przerwami w Miami Beach na Florydzie, a od 1993 na stałe w Chicago w stanie Illinois. W celach zarobkowych podejmował się różnych zajęć, w tym opieki nad osobami starszymi. Na początku lat 90. XX w. nawiązał współpracę z prasą polonijną, wchodząc w skład zespołów redakcyjnych „Dziennika Chicagowskiego” oraz tygodnika „Relax”, zajmując się tematyką kulturalną - pisząc recenzje filmowe, sprawozdania z wydarzeń kulturalnych, takich jak koncerty czy przedstawienia teatralne; publikując fotoreportaże, jak również przeprowadzając wywiady z wybitnymi ludźmi ze świata polityki i kultury, wśród których znaleźli się m.in.: Anna Dymna, Jan Englert, Edyta Geppert, Henryk. M. Górecki, Krystyna Janda, Juliusz Machulski, Czesław Niemen, Tadeusz Nalepa, Daniel Olbrychski, Janusz Onyszkiewicz, Franciszek Pieczka, Jan Pietrzak, Radosław Piwowarski, Wojciech Pszoniak, Maryla Rodowicz, Blanka Rosenstiel, Jerzy Stuhr, Michał Urbaniak, Krzysztof Zanussi, Andrzej Zaorski, Andrzej Zieliński, a w późniejszych latach: Agnieszka Holland, Jan Komasa, Lech Majewski. Publikował również artykuły w polonijnej  "Gazecie Polskiej" oraz w magazynie "Monitor".
W tym samym czasie uzyskał akredytację przy Międzynarodowym Festiwalu Filmowym w Chicago. Związał się także z Festiwalem Filmu Polskiego w Ameryce. Przez wiele lat pisał sprawozdania z obu festiwali, jak również recenzował prezentowane na nich filmy.
W drugiej połowie lat 90. XX wieku nawiązał współpracę z wydawanym w Chicago „Dziennikiem Związkowym” gdzie publikował regularnie teksty o tematyce politycznej, społecznej i kulturalnej w cyklach: Krajobrazy, ludzie, zdarzenia – wędrówki po Ameryce, Manowce współczesności i Czesanie myśli. Napisał setki artykułów, poświęcając w nich wiele miejsca tragicznej historii Indian Ameryki Północnej, literaturze, kinu, poetom przeklętym, kulturze amerykańskiej, sztuce współczesnej, atrakcjom krajobrazowo-przyrodniczym i turystycznym, jak również światowym konfliktom, w tym wojnom w Wietnamie i na Bliskim Wschodzie. Był też autorem wielu fotoreportaży. Sporadycznie występował także w polonijnych programach radiowych i telewizyjnych, nawiązując do tematów poruszanych w swojej publicystyce prasowej.
W międzyczasie jego artykuły ukazywały się w również w prasie krajowej, m.in. w tygodnikach „Wprost” i „Polityka”.
W kręgu zainteresowań Błaszczyny znajdują się również literatura, filozofia, psychologia, malarstwo, teatr, muzyka i sztuka. Od czasu do czasu sam chwyta za pędzel lub ołówek.
Mimo emigracji przywiązany jest nadal do ziemi rodzinnej, którą regularnie odwiedza. Temu sentymentowi dał wyraz w swoich autobiograficznych zapiskach Źródła i strumienie.

## Podróże i działalność biznesowa
W latach 1994-2001 zajmował się także organizacją i prowadzeniem wycieczek grupowych, głównie po Stanach Zjednoczonych, współpracując z biurami podróży: „Galaxy”, „Rek Travel” i „Exotica Travel”. Jego autorską, „sztandarową” trasą była 27-dniowa kontynentalna wycieczka autobusowa Od Pacyfiku do Atlantyku, prowadząca przez stany: Kalifornia, Arizona, Nevada, Utah, Kolorado, Idaho, Wyoming, Montana, Dakota Południowa, Minnesota, Wisconsin, Illinois, Indiana, Michigan, Ohio, Pensylwania, Maryland, Waszyngton D.C., New Jersey i Nowy Jork.
Przez dłuższy czas przebywał w Parku Narodowym Yellowstone, czego efektem była pierwsza polska monografia najstarszego parku narodowego na świecie, której fragmenty publikowała prasa polonijna, a całość trafiła później do książki autora o podróżach.
W 2001 Błaszczyna podjął działalność biznesową w sektorze remontowo-budowalnym, zajmując się m.in. renowacją starych chicagowskich budynków, w tym posiadających status architektury chronionej, zakładając własną firmę Modus Construction. Tę działalność zarobkową udało mu się godzić z prywatnymi już podróżami po całym świecie. Wyjeżdżał najczęściej do Azji, Ameryki Południowej i Środkowej, oraz Europy. Nadal też eksplorował Amerykę Północną: Meksyk, Stany Zjednoczone i Kanadę.
W 2006 ukazał się w Polsce album PARKI NARODOWE USA, będący efektem współpracy Błaszczyny ze znanym przewodnikiem, obieżyświatem i podróżnikiem Bogdanem M. Kwiatkiem.
Wśród krajów odwiedzonych w ciągu dwóch dekad podróżowania po świecie znalazły się m.in. takie kraje i miejsca, jak Indie, Tybet, Nepal, Chiny, Tajlandia, Laos, Kambodża, Wietnam, Peru, Brazylia, Gwatemala, Kostaryka, Honduras, Nikaragua, Kajmany, Wyspy Dziewicze, Jamajka, Aruba, Hawaje, Alaska, Włochy, Norwegia, Szwajcaria, Hiszpania, Francja, Singapur, Birma, Sri Lanka, Dominika, Saint Lucia i Dominikana.
Z wszystkich podróży przywoził tysiące fotografii, publikowanych sukcesywnie – wraz z opisami odwiedzanych krajów – zarówno w prasie drukowanej, jak i w Internecie. Wśród nich wyróżniały się prace dotyczące Indii, Tybetu oraz Ameryki Północnej, jak również monografia Kobiety Świata. Wybór tego materiału stanowi treść i zawartość liczącej ponad 800 stron książki-albumu PODRÓŻE.
W wojażach po świecie najczęściej towarzyszy mu żona Anna, z którą jest w związku małżeńskim od 1996.

## Ważniejsze artykuły
- Andy Warhol – nicość uosobiona. „Studencki Magazyn Filmowy POWIĘKSZENIE”, nr 3, 1988
- Bergman a symbole, „KINO” (11), 1989, s. 33-39
- Czas przemocy, „Film na Świecie”, nr 377, 1990, s. 41–54
- Od zieleni beretów do wioski My Lai. Losy tematu wietnamskiego w kinie amerykańskim, „KINO” (1), 1991, s. 12-16
- Homo armatus – człowiek wojujący, „Gazeta Polska”, cz. I: nr 13 (20), 30 marca 1991; cz. II: nr 23 (30), 8 czerwca 1991
- Magiczny świat, „Gazeta Polska”, nr 18 (25) 4 maja 1991
- Oscarowa schizofrenia, „Dziennik Chicagowski”, nr 72, 10 kwietnia 1991
- Plebejskie arcydzieła, „Wprost”, nr 26, 7 lipca 1992
- Kamera w piekle, „Polityka” (6), 1994, s. 11
- Konieczność mitu? „Dziennik Chicagowski”, nr 217, 8 grudnia 1995
- Każdy ma swoją górę – saga o Korczaku Ziółkowskim, „Relax”, nr 22, 1 czerwca 1996
- Cywilizowani i dzicy – rzecz o stosunkach chrześcijan z Indianami, „Dziennik Chicagowski”, nr 229, 20 grudnia 1996
- Bezradność czy obojętność? – na nieludzkiej ziemi, „Dziennik Chicagowski”, nr 63, 21 marca 1997
- Patriotyzm sfrustrowany – nad „Dziennikami” Stefana Kisielewskiego, „Dziennik Chicagowski”, cz. I: nr 84, 16 maja 1997; cz. II: nr 89, 23 maja 1997
- Tryptyk żebraczy, „Dziennik Związkowy”, nr 71, 31 marca 2000
- Manowce współczesności, „Dziennik Związkowy”, cz. I: nr 20, 2 lutego, cz. II: nr 31, 16 lutego, cz. III: nr 36, 23 lutego, 2001
- Nic prócz humoru różowego, czarnego, okrutnego - o filmach Krzysztofa Kieślowskiego, „MONITOR”, nr 95, kwiecień 2001
- Czy bogowie domagają się krwi? „Dziennik Związkowy” nr 112, 8 czerwca 2001
- Yellowstone – kraina wiecznych czarów. „Dziennik Związkowy”, cz. I: nr 123, 12 lipca 2002; cz. II: nr 131, 19 lipca 2002; cz. III: nr 138, 26 lipca 2002
- Targowisko próżności, „Kurier”, nr 26 (3665), 7 czerwca 2019
- Ten nieznośny romantyzm, „Kurier”, nr 33 (3672), 26 lipca 2019
- Niewolność, niemyśl i upokorzenie, „Gwiazda Polarna” (14), 4 lipca 2020.
- Zapiski z Toskanii – w krainie słońca, wina i sztuki, „Gwiazda Polarna” (14), 3 lipca 2021
- Balans i spokój w całym tym zgiełku – przed „Kobietą z wagą” Vermeera, „Gwiazda Polarna” (15), 17 lipca 2021
- Singapur – cud socjotechniki czy wspaniała katastrofa?, „Kurier”, nr 29 (3672), 23 lipca 2021
- Uwięzieni w biegu donikąd – o książce Olgi Tokarczuk „Bieguni”, „Kurier”, 26 sierpnia 2021

## Twórczość pisarska

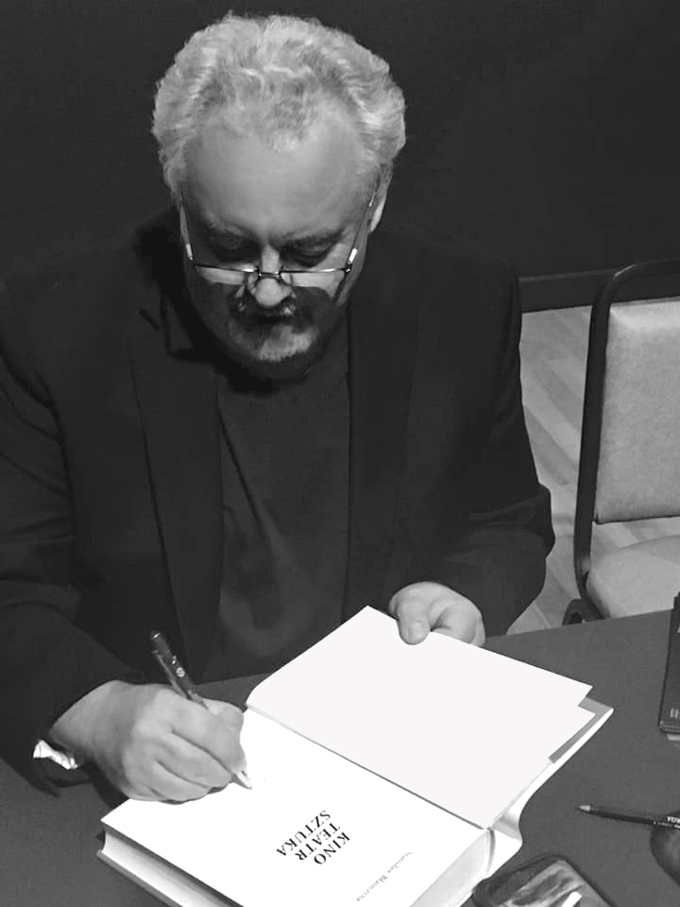
Stanislaw Błaszczyna, Chicago 2018

- Debiutem książkowym Stanisława Błaszczyny były ZAPISKI[24][25], wydane w 2017 – wybór obejmujący niemal dwie dekady zapisków autora, czynionych na marginesie jego podróży po świecie, spotkań z ludźmi, pisanych artykułów, przeczytanych lektur, obejrzanych filmów i obrazów – zarówno tych znajdujących się w galeriach, jak i stworzonych przez naturę. Wśród zapisków znalazły się również komentarze do cywilizacji i przeżywanego świata – do wytworów ludzkiej kultury w postaci zarówno artefaktów sztuki, jak i myśli człowieka szukającego sensu i zrozumienia racji swojego istnienia w przepastnym Wszechświecie; także sentencje i noty ujęte niekiedy w formę aforyzmu, maksymy, konkluzji, puenty, odnoszące się do szeroko rozumianej kultury – filozofii, psychologii, literatury, kina, malarstwa, sztuki, jak również do świata przyrody.

Bohaterem tej książki jest żywa, ruchliwa myśl, która nie cofa się przed stawianiem ryzykownych pytań – i dlatego jest interesująca. Choć wiele też prowokuje tu do sprzeciwu, mamy do czynienia z ważnym sporem między materialistyczną kulturą konsumpcjonizmu a kulturą duchowości, który wciąż pozostaje nierozstrzygnięty… Ten intrygujący autoportret życia duchowego polskiego inteligenta naszego czasu z pewnością zasługuje na uważną lekturę.

- W tym samym roku, co ZAPISKI wyszedł również tom ARTYKUŁY LEKTURY ROZMOWY[25][27], stanowiący wybór artykułów i esejów autora publikowanych na łamach pism polskich i zagranicznych, obejmujących szeroką tematykę społeczną, historyczną i kulturalną (poeci przeklęci, wojna, Ameryka, Indianie, holocaust, erotyzm), oraz recenzje książek – zarówno klasyki (Friedrich Nietzsche, Ortega y Gasset, Hermann Hesse, Sándor Márai, Andrzej Bobkowski), jak i literatury współczesnej (m.in. J. M. Coetzee, Stefan Chwin, Milan Kundera, Imre Kertész, Olga Tokarczuk). Książka obejmowała też zbiór wywiadów ze znanymi twórcami kultury, rozmów z czytelnikami bloga "Wizja Lokalna" na temat literatury, sztuki, kina, mitów, religii, popkultury. Znalazły się w niej także próby poetyckie autora z wątkami autobiograficznymi w tle.

Bogactwo tematów do jakich nawiązuje się w książce – i dziedzin, w jakich się ona zanurza – jest oszałamiające. Czytelnik znajdzie tu aforystyczną gęstość, ale i eseistyczny rozmach; odwołania zarówno do cywilizacji i kultury, jak i jednostkowej ‘doli człowieczej’. Obok wędrówek w przeszłość, jest diagnoza stawiana współczesności. Są odniesienia do kina, literatury, filozofii, psychologii, socjologii, historii, nawet do polityki, wbrew apolitycznym deklaracjom Autora i jego niezależności od jakiejkolwiek ideologicznej koniunktury.

Ciekawa, drażniąca, rozgrzewająca mieszanka jakości – także w sensie literackim. Jest w tej książce wiele rzeczy świetnych, które czytałem z wielkim zainteresowaniem.

- Następną publikacją książkową był tom KINO TEATR SZTUKA[29][30] – wybór tekstów filmowych autora publikowanych na łamach pism krajowych (m.in. „KINO”, „Film na Świecie”, „Polityka”, „Wprost”, „Powiększenie”) oraz polonijnych („Dziennik Chicagowski”, „Dziennik Związkowy”, „Relax”), obejmujący okres dwóch dekad i dotyczący kina w wielu jego aspektach: od monografii największych twórców (Ingmar Bergman, Krzysztof Kieślowski), przez kino gatunkowe (film wojenny) po fenomen artystyczny i popkulturowy sztuki filmowej w różnych jej formach. W skład tomu weszły również eseje na temat głośnych filmów kina światowego (Zjawa i Birdman Alejandra Gonzáleza Iñárritu, Rozstanie Asghara Farhadi’ego, Drzewo życia Terrence’a Malicka, Koń turyński Béli Tarra, Miłość Michaela Hanekego, Snajper Clinta Eastwooda). Zbiór zawierał także recenzje ponad 170 filmów polskich i zagranicznych, oraz kilku przedstawień teatralnych wystawionych w Chicago (Dzienniki[31] Witolda Gombrowicza, A kaz tyz ta Polska, kaz ta? monodram Olgierda Łukaszewicza według tekstów Stanisława Wyspiańskiego, Ewangelie dzieciństwa Teatru ZAR, Pieśni Leara Teatru Pieśń Kozła). Do tomu włączone zostały również eseje na temat sztuki.

W swoich tekstach autor łączy publicystykę z własnego rodzaju refleksją, często moralną. Dzięki temu przekraczają one zakres recenzji, będąc zwykle mini-esejem traktującym o ważnych dla autora sprawach, które jednocześnie są istotne w wymiarze kulturowym. Widzę też w nich niezwykle ciekawe połączenie wnikliwej analizy z emocjonalnością – angażujące czytelnika zarówno duchowo, jak i intelektualnie.

Autor ma temperament eseisty. Research recenzji i wypowiedzi twórców (z wieloma rozmawiał bezpośrednio), wiedza o świecie współczesnym czy znajomość tekstów kultury pozwalają mu budować wypowiedzi bardzo treściwe. Dążące do wyjaśnień, uzasadnień, racjonalizacji zajmowanego stanowiska. Tym ciekawiej na tym tle prezentują się racje emocjonalne. Mamy tu zapis metafizycznego głodu i analityczne roztrząsanie odpowiedzi, wydedukowanych z filmowego przekazu. Nie jest to książka letnia czy emocjonalnie obojętna. Jest w niej zachwyt i oburzenie. Nie ma zgody na to, że każda prawda jest uprawniona, byle dobrze opowiedziana. Veto pojawia się wielokrotnie, nierzadko w kontekście tytułów, które cieszyły się dobrym przyjęciem widzów czy krytyki.

Bardzo lubię czytać taką krytykę filmową i bardzo rzadko mam po temu okazję. Stanisław Błaszczyna jest widzem poszukującym, nieobojętnym i nie ułatwiającym sobie niczego. Film prowokuje go do stawiania pytań (moralnych, społecznych, estetycznych) i do udzielania odpowiedzi, często niewygodnych, ale niemal bez wyjątku celnych.

- Serię czterech tomów obejmujących dorobek publicystyczny Stanisława Błaszczyny zwieńczyła opublikowana w 2018 pozycja książkowo-albumowa PODRÓŻE[17][18], zawierająca fotografie, zapiski oraz relacje autora z licznych podróży do takich krajów i miejsc, jak Indie, Nepal, Chiny, Tybet, Birma, Tajlandia, Wietnam, Kambodża, Laos, Singapur, Brazylia, Peru, Meksyk, Hawaje, Kostaryka, Gwatemala, Jamajka, Wyspy Dziewicze, Kanada, Włochy, Hiszpania, Norwegia. Sporo miejsca poświęcono w niej również Ameryce Północnej, a całość zilustrowano setkami zdjęć ukazujących piękno odwiedzanych zakątków świata, z których wiele traci obecnie swój unikatowy charakter.

Łatwo się w tej książce-albumie zanurzyć w opisach miejsc dokonywanych na bieżąco przez bystrego obserwatora, podbudowanych jego wiedzą historyczną, geograficzną, przyrodniczą… wielostronną i wieloaspektową. A zarazem pełną pokory do wielkości opisywanego materiału. Lektura tego tomu to wielodniowa wyprawa niemalże ‘dookoła świata’, bo każda strona jest wędrówką po innym zakątku naszego globu. Warto delektować się obecnymi tam słowami i obrazami dłużej – zanurzyć się w jakimś miejscu i być.

- Po wydaniu książek Stanisław Błaszczyna uczestniczył w spotkaniach autorskich zorganizowanych w Polsce: 2 czerwca 2018 w Muzeum Ziemi Leżajskiej (Leżajsk)[37][38][39] oraz w Stanach Zjednoczonych: 29 września 2018 w Muzeum Polskim w Ameryce (Chicago)[40][41][42][43]. Przy tej okazji udzielił wielu wywiadów rozgłośniom radiowym[44][45][46][47] oraz telewizji Polvision[48]. Kontynuował też pisanie recenzji filmowych i teatralnych, tekstów o kinie, historii, literaturze, sytuacji polityczno-społecznej w Stanach Zjednoczonych i na świecie, jak również sprawozdań z podróży, połączonych z prezentacją zrobionych podczas nich fotografii. Swoje teksty i zdjęcia publikował na stronie autorskiej, jak również w prasie polonijnej: w „Dzienniku Związkowym[49]”, „Kurierze”[50], "Nowym Dzienniku"[51] oraz w „Gwieździe Polarnej”[52], najstarszej gazecie polskojęzycznej wydawanej bez przerw w Stanach Zjednoczonych.

## Książki
- PARKI NARODOWE USA (Wydawnictwo Albatros ABI, tekst i zdjęcia: Bogdan M. Kwiatek, zdjęcia: Stanisław Błaszczyna; Kraków 2006) ISBN 978-83-922223-2-3
- ZAPISKI (Wydawnictwo Logos Amicus: Biuro Promocji Uniwersytetu Warszawskiego, Warszawa 2017, s.517) ISBN 978-83-62844-72-2
- ARTYKUŁY LEKTURY ROZMOWY (Wydawnictwo Logos Amicus: Biuro Promocji Uniwersytetu Warszawskiego, Warszawa 2017, s.584) ISBN 978-83-62844-73-9
- KINO TEATR SZTUKA (Wydawnictwo Logos Amicus: Biuro Promocji Uniwersytetu Warszawskiego, Warszawa 2017, s.693) ISBN 978-83-62844-84-5
- PODRÓŻE (Wydawnictwo Logos Amicus: Biuro Promocji Uniwersytetu Warszawskiego, Warszawa 2018, s.804) ISBN 978-83-62844-85-2